# Жестовый интерфейс
Жестовый интерфейс — подмножество системы ввода для графического пользовательского интерфейса для устройств, оснащённых специальными либо устройствами ввода (отличными от клавиатуры), либо сенсорными экранами, и позволяющая эмулировать клавиатурные команды (либо сочетания клавиш) при помощи жестов (росчерков, англ. gesture).
Основной мотивацией разработки таких интерфейсов является улучшение эргономичности управления, с отказом от привычного для компьютерных программ меню приложения.
Подобный интерфейс может быть реализован как при помощи устройств координатного ввода с возможностью считывания координаты одной точки касания (мышь либо графический планшет — см. «жесты мышью»), так и таких, в которых имеется возможность считывания координат более чем одной точки (т. н. мультикасание, multitouch) — сенсорные экраны и панели. Последние стали широко применяться в интерфейсах множества современных смартфонов с сенсорным экраном (напр. iPhone) и ноутбуков (как с тачпадом, так с сенсорным экраном) и прочих мобильных устройств.
В случае устройств с большим размером экрана — например, планшетных ПК, росчерки-жесты являются стандартными функциями интерфейса управления и перьевого ввода.
В случае карманных устройств (КПК, мобильных телефонов и т. п.), в отличие от классических графических интерфейсов пользователя, из-за малых физических размеров экрана для произведения росчерка требуется меньшая точность позиционирования, чем для доступа к традиционных элементов графического интерфейса — нажатия «кнопки» или выбора пункта меню.

## Разновидности
- жесты пальцем
- жесты рукой
- головой

жесты устройствами ввода
- жесты мышью
- жесты пером (также перьевой ввод текста)
- жесты джойстиком

жесты специальными устройствами
- жесты перчаткой[2]
- пультом ДУ[3]
- мышью[4]
- часами[5]

Сами жесты могут производиться:
- на поверхности стола/любой иной поверхности;
- на экране самого управляемого устройства;
- в пространстве;
- на поверхности специального устройства (стол Microsoft PixelSense, клавиатура TouchStream, iGesture Pad)

## История
Сам принцип жестового интерфейса не нов — данный интерфейс широко эксплуатировался в научно-фантастическом кинематографе — например, в сериале «Звёздный путь» и фильме «Особое мнение».
На практике первым жестом было перемещение объекта на компьютерах Macintosh фирмы Apple. В отличие от Windows и компьютеров Apple Lisa, комбинация нажатия, удержания и перемещения мыши вызывала другое действие, чем просто последовательность нажатия и перемещения. Позже появился второй жест — простое удержание кнопки неподвижной мыши через примерно полсекунды вызывало контекстное меню.
Затем способ нашёл применение в видеоиграх: в игре Myth жесты указывали бойцам куда двигаться, а в Arx Fatalis и Black & White вызывали колдовские чары.
Вначале жесты (росчерки) в карманных устройствах стали использоваться в основном для рукописного ввода текста, в дальнейшем они стали применяться и для ввода команд в устройство, хотя до сих пор и не существует промышленных стандартов и стабильных реализаций таких интерфейсов.
Первая поверхность с поддержкой мультитач появилась в 1984 году, когда в Bell Labs разработали подобный экран, на котором можно было манипулировать изображениями при помощи более чем одной руки, однако эта разработка не получила продвижения.
Продолжение данный метод получил лишь спустя десятилетие — в начале 2000-х компания FingerWorks разработала и стала выпускать эргономичные клавиатуры с возможностью использования мультикасаний/жестов, для которых разработала специальный жестовый язык. Спустя несколько лет (2005) она была куплена компанией Apple, и первым широко известным и популярным продуктом, в котором мультитач стал активно применяться, стал Apple iPhone (2007).
Сейчас корпорация Microsoft (как и прочие лидеры индустрии в своих продуктах) продвигает возможность использования жестов в новых версиях ОС Windows и Windows Mobile.
На сегодняшний день все лидеры игрового рынка представили свои решения в сфере жестовых интерфейсов. Первой на рынок вышла Nintendo с джойстиком Wii, следом за ней с небольшим отставанием последовали Microsoft Xbox с Kinect и Sony с Move.
Жестовые интерфейсы проникают и в сферу интернет-приложений.

## Преимущества и недостатки
К преимуществам можно отнести эргономичность интерфейса, в особенности для начинающих пользователей и легкость в использовании, а значит, использования привычных жестов, интуитивно понятных для пользователя.

К недостаткам относятся высокая вероятность ошибок, так как репрезентация жестов у разных людей может отличаться и требуются соответствующие аппараты и оборудования, такие как камера, сенсор, датчики и так далее. Это приводит к дополнительным расходам.

## Интересные факты
1 апреля 2009 года в сети появилось описание «инновационной технологии» жесты лицом (англ. Face Gestures, она же Face Observation Opera Language) — вымышленная технология, являющаяся первоапрельской шуткой. Заявлялось, что эта система повышает взаимодействие пользователя с браузером Opera (который уже поддерживал на тот момент т. н. жесты мышью в своём интерфейсе), позволяя совершать ряд операций путём движений мускулами человеческого лица. Всего предполагается задействовать 53 функции.
Во время сканирования программой лица пользователь должен сохранять прямое положение головы и не моргать.
Были указаны и недостатки:
- Борода и причёска пользователя могут помешать адекватному восприятию мимики программой (эта проблема на стадии устранения);
- Сайты для взрослых могут спровоцировать пользователя на неосознанные движения головой;
- Функция отключается браузером, когда пользователь просматривает финансовые сайты.